# Хлорид полония(II)
Хлорид полония(II) — неорганическое соединение, соль металла полония и соляной кислоты с формулой PoCl2, красные кристаллы, разлагаются водой.

## Получение
- Действием хлора на металлический полоний:

{\displaystyle {\mathsf {Po+Cl_{2}\ {\xrightarrow {130^{o}C}}\ PoCl_{2}}}}
- Разложение хлорида полония(IV) в вакууме:

{\displaystyle {\mathsf {PoCl_{4}\ {\xrightarrow {200^{o}C}}\ PoCl_{2}+Cl_{2}}}}
- Восстановление хлорида полония(IV) водородом:

{\displaystyle {\mathsf {PoCl_{4}+H_{2}\ {\xrightarrow {200^{o}C}}\ PoCl_{2}+2HCl}}}

## Физические свойства
Хлорид полония(II) образует кристаллы красного цвета.

## Химические свойства
- Восстанавливается водородом до металла:

{\displaystyle {\mathsf {PoCl_{2}+H_{2}\ {\xrightarrow {T}}\ Po+2HCl}}}